# André Burdino
Pour les articles homonymes, voir Burdino.
André Burdino est un ténor français né le 3 février 1891 à Comblanchien, près de Nuits-Saint-Georges, en Bourgogne, et mort à Saint-Cloud le 7 juillet 1987.

## Biographie
Dernier-né d’une fratrie de dix enfants, André Burdino se familiarise très tôt avec le bel canto grâce à son père italien qui chante en amateur tous les grands airs d’opéra. Il ne pense pas au chant et s’oriente d’abord vers la sculpture. Il s’installe à Paris pour travailler dans un atelier à Boulogne-sur-Seine, avec l’ambition de devenir statuaire. Lors d’une représentation de Manon à l’Opéra-Comique, il a la révélation de sa vocation pour le théâtre et se dit qu’un jour il chantera cet opéra dans cette salle. Il laisse de côté la sculpture et étudie le chant avec les frères Archimbaud. Il commence à passer des auditions, mais la Première Guerre mondiale l’empêche de lancer sa carrière. Mobilisé en janvier 1915 dans les services de santé, il est infirmier sur le front à Verdun. Réformé en 1917, il reprend l’étude du chant et, en 1918, il débute au théâtre Moncey à Paris dans le rôle d’Ange Pitou de La Fille de madame Angot (Charles Lecocq). C’est le départ d’une longue carrière au cours de laquelle il chante en français et en italien. Il se marie à la cantatrice Elen Dosia (en) avec qui il partage l’affiche lors de nombreuses représentations, notamment aux États-Unis. Il se retire de la scène en 1955, à l’âge de soixante-quatre ans, après s’être remarié avec une jeune femme dont il aura trois enfants. Avec son épouse qui est commerçante, il tient un magasin d'antiquités dans le XVearrondissement de Paris pendant vingt-trois ans. Il prend sa retraite à l’âge de quatre-vingt-cinq ans, et passe les dernières années de sa vie au Cannet, sur la Côte d’Azur. Il s’éteint à Paris, à son domicile de Saint-Cloud dans sa 97e année.

## Carrière
1918-1919

Il se produit sur diverses scènes parisiennes, puis à Rouen et à Strasbourg dans un répertoire léger : La Fille de madame Angot, Les Dragons de Villars (Louis Aimé Maillart), La Fille du régiment (Donizetti).
1920

À l’issue d’une tournée réalisée à Vittel, Contrexéville, Trouville, Gerardmer…, il est engagé en qualité de premier ténor par le Théâtre royal de Gand. Il y rencontre la soprano Vina Bovy qui sera sa compagne et sa partenaire attitrée jusqu’à la fin des années vingt. Il donne soixante représentations pour la saison 1920-1921.
1921

Au Théâtre de Gand, il interprète avec un « immense succès » Mârouf savetier du Caire, la création d’Henri Rabaud.
En mai, il débute à la Gaîté Lyrique à Paris dans Almaviva du Barbier de Séville (Rossini), puis interprète sur la même scène La Vivandière (Godard) et La Juive (Halévy).
Engagé à Pau avec Vina Bovy pour la saison 1921-1922, il se produit au Vieux Théâtre pour quarante représentations. Débuts dans Manon (Massenet).
1922

Vina Bovy et lui sont engagés à la Gaîté Lyrique pour la saison 1922-1923.
Il chante à Blankenberg, Spa et Ostende.
Il signe son premier engagement avec le Théâtre royal de la Monnaie, à Bruxelles, pour la saison 1922-1923. Il y fait ses débuts dans Carmen (Bizet) et entretiendra pendant toute sa carrière une relation privilégiée avec le public de la Monnaie.
Se produit à Liège, Anvers, Mons et Verviers.
En décembre, il chante sa première Manon à Gand.
1923-1924

Débuts à l’Opéra-Comique, dans Carmen, avec Marthe Chenal.
Débuts à l’Opéra français d’Anvers.
Chante à Nancy, Lyon, Toulouse, Nice.
Débuts à Marseille pour la saison de l’inauguration de l’Opéra, reconstruit après l’incendie de 1919 et où il est le premier à interpréter Werther et Don José. Tout au long de sa carrière il se sentira très proche du public marseillais.
Saison complète à la Monnaie, à raison de dix représentations par mois. Il participe à la reprise de l’Armide de Gluck et aux créations de La Habanera (Laparra), de La Foire de Sorotchinsky (Moussorgsky) et de La Vie brève (Manuel de Falla), tout en chantant son répertoire habituel.
1925

Lyon, Nice et Bordeaux.
Débuts à l’Opéra-Comique dans Madame Butterfly de Puccini.
Saison à la Monnaie.
1925-1926

Saison à l’Opéra de Marseille : Werther (Massenet), Carmen et Manon. Les Contes d’Hoffmann d’Offenbach, Sapho de Gounod.
Ostende, Blankenberg et Spa.
1927

Débuts en Italie, à Brescia dans Manon.
Débuts au Liceo de Barcelone, aux côtés de Vina Bovy. Il s’y produira sept saisons d’affilée.
Est engagé par la Compania Lirica Italiana avec laquelle il effectue une grande tournée en Amérique du Sud. Manon au Colon de Buenos Aires. Rio de Janeiro, et Sao Paulo où il chante Manon, Carmen, La Traviata (Verdi), La Bohème et Tosca (Puccini).
1928

« Tournée triomphale en Italie », à Piacenza, Crémone, Padoue, Modène, Gênes, Parme, Turin, Naples.
Retour en France à l’Opéra-Comique, Lyon au Grand Théâtre, Nice, puis Anvers.
Opéra de Marseille pour une saison de trois mois (Carmen, Werther, Manon, Roméo et Juliette de Gounod, La Bohème, Rigoletto de Verdi, Tosca).
1929

Il débute dans Roméo au Covent Garden où il se produira six années consécutives.
Débuts en Europe centrale (Prague, Bratislava), chaque représentation donnant lieu à de « longues acclamations ». À partir de 1929 et jusqu’en 1938, il assurera des tournées annuelles régulières à Belgrade, Zagreb, Prague, Brno, Bratislava, Marienbad, Francebad, Carlsbad. Chante aussi à Lyon, à Montpellier et en Italie.
1930

Tournée française : Avignon, Tours, Grenoble, Bordeaux, Lyon, Toulon, Marseille, Paris, Opéra-Comique.
Anvers, Gand, Vienne, Alger et Tunis.
1931

Retour en Belgique, au Théâtre français d’Anvers, où il sera engagé jusqu’en 1933.
Lohengrin, de Wagner, à l’Opéra de Lyon.
Se produit au Stadttheater de Graz, au Volksoper et au Staatsoper de Vienne, à Carlsbad…
Carmen et Werther à l’Opéra de Zagreb.
Covent Garden de Londres.
1932

En janvier, il effectue de « brillants débuts » à l’Opéra de Paris dans Roméo et Juliette.
Chante Roméo à Anvers.
Pour la première fois, il aborde le concert, à Lyon et à Paris, salle Gaveau. Il donnera des récitals jusqu’en 1950.
National Theater de Prague (Werther, Manon, La Bohème et Carmen).
Marseille, Bordeaux (Roméo), Grenoble (Le Jongleur de Notre-Dame de Massenet), Toulon (Werther, Carmen, Manon, Tosca, La Bohème, Rigoletto, Roméo et Lakmé de Léo Delibes), Afrique du Nord : Alger, Tunis, Oran, Casablanca, et Europe centrale.
1933-1935

Sillonne 53 villes en France avec 52 rôles, dont 10 en italien.
Nouvelle saison à Marseille. Paris, Opéra-Comique.
Aix-les-Bains, Reims, Toulouse, Lyon, Bordeaux, Marseille, Liège et Vienne.
Belgique : Anvers, Charleroi, Liège, Mons, Namur, Spa, Verviers.
Au Théâtre antique d’Orange, il ajoute à son répertoire le rôle-titre d’Orphée de Gluck.
Nantes, Marseille. Récital salle Rameau à Lyon.
En 1935, il crée à Paris La Chanson du bonheur de Franz Lehar. Il en donnera 120 représentations.
1936
Avril, octobre, novembre, décembre à Marseille : répertoire habituel.
Année de sa rentrée à l’Opéra, où il reprend La Traviata, Rigoletto et Lohengrin.
Représentations à Ostende et à Prague. France : Reims, Toulouse, Nice, Toulon, Marseille, Bordeaux, Lille, Montpellier, Lyon, Vichy. Concert à la salle Pleyel.
Chante dans la cour des Invalides lors d’une célébration pour le centenaire de la mort de Rouget de l’Isle.
1937

Invité à l’occasion du couronnement du roi George VI au Covent Garden, il chante avec un « vif succès » sur la scène londonienne Les Contes d’Hoffmann, Orphée, Carmen, Tosca, Roméo et Juliette, La Traviata.
Représentations à Bucarest, Sofia, Budapest, Prague.
Fait ses débuts aux États-Unis et au Canada pour une tournée de cinq semaines, en compagnie de son épouse, la soprano Elen Dosia (en). Saison au Civic Opera de Chicago : La Traviata, Manon, Lakmé et Mignon d’Ambroise Thomas.
1938-1940

Engagé pendant trois années de suite aux États-Unis (Chicago, New York, Philadelphie, Baton Rouge) et au Canada (Montréal), pour des séjours de cinq mois. Les Contes d’Hoffmann, La Traviata, Lakmé, Manon, Roméo, Carmen, au Civic Opera de Chicago. Récitals.
Théâtre de la Monnaie de Bruxelles, jusqu’à l’invasion de l’armée allemande.
Sa carrière en Amérique du Nord et à l’étranger sera interrompue par la Seconde Guerre mondiale.
1941

Sous l’Occupation, il est engagé à l’Opéra-Comique pour les saisons 1940, 1941 et 1942 mais, ayant refusé de créer devant les troupes d’occupation Palestrina (Pfitzner) à l’Opéra de Paris, il est renvoyé des Théâtres lyriques nationaux. « Cela permettra aux théâtres de province de l’afficher plus fréquemment » : il se produit à Bordeaux, Besançon, Dijon, Saint-Étienne, Saint-Chamond. Werther, Carmen, La Damnation de Faust (Berlioz), Les Contes d’Hoffmann, Lohengrin à Marseille. Il y chantera aussi Paillasse de Leoncavallo, et Grisélidis de Massenet, ouvrage appris tout exprès à la demande du directeur, Michel Leduc.
1942-1949

Bordeaux, Lyon, Besançon, Dijon, Rouen, Saint-Étienne, Saint-Chamond, Nice.
Gand, Liège, Verviers (Les Contes d’Hoffmann) et à la Monnaie où il chantera régulièrement Roméo et le Faust de Gounod.
Aïda (Verdi) à l’Opéra de Paris, dans le rôle de Radamès.
Suisse : Genève, Lausanne, Berne.
Liège, Sarrebruck, Tunis.
1950

En septembre, à Manille, aux Philippines, il donne une série de récitals, où « il obtient un véritable triomphe ».
Chante à Metz, Rouen, Nice, puis Lohengrin à Bordeaux, Paillasse à Marseille (son dernier Canio).
1951-1954

Le Roi d’Ys d’Édouard Lalo, à l’Opéra de Lille.
Marseille : « La dernière apparition de l’élégant André Burdino dans Hérodiade (en mars 1951) marqua la fin d’une époque. »
À l’Opéra-Comique, il se produit dans Werther, Madame Butterfly et Louise de Gustave Charpentier.
1955

Il donne six représentations de Madame Butterfly à l’Opéra-Comique.
Le 4 décembre, il fait ses adieux à la Monnaie de Bruxelles dans Carmen.

## Le chanteur
« Splendide Don José, élégant Mario Cavaradossi, douloureux Werther, fringant Des Grieux, romantique Roméo, André Burdino a incarné tous les héros de son répertoire dans un style parfait, avec une rare sobriété de gestes, une grandeur dépouillée des attitudes, une utilisation remarquable d’une voix souple, admirablement timbrée, ample et d’une merveilleuse homogénéité dans tous les registres. Avantagé par un « beau physique d’acteur » et une belle prestance, c’était aussi un comédien accompli dont l’intelligence scénique était remarquée. Il interpréta ses rôles avec fougue et finesse en se gardant des effets faciles. Son allure, sa distinction, sa voix chaleureuse étaient toujours saluées en même temps que son beau phrasé qui dénotait son attachement à la diction parfaite. C’était un chanteur plein de vaillance qui « gagnait d’emblée l’adhésion du public ». « Le charismatique ténor était d’ailleurs surnommé par le public de Chicago ‘the dapper tenor’ » (cf. Fonds musical Claude-Pascal Perna, Bruxelles). (dapper : « fringant », « sémillant »).

## Quelques partenaires de scène
Martha Angelici, Maryse Beaujon, Géori Boué, Vina Bovy, Yvonne Brothier, Marthe Chenal, Marie Delna, Marcelle Denya, Renée Doria, Elen Dosia (en), Germaine Feraldy, Fanny Heldy, Suzanne Juyol, Victoria de Los Angeles, Grace Moore, Eidé Norena, Germaine Pape, Lily Pons, Gabrielle Ritter-Ciampi, Bidu Sayao, Ninon Vallin, Geneviève Vix.

José Beckmans, René Bianco, Ernest Blanc, Jean Borthayre, Roger Bourdin, Paul Cabanel, Michel Dens, Xavier Depraz, Cesare Formichi (en), André Huc-Santana, Marcel Journet, Vanni Marcoux, Robert Massard, Camille Maurane, Pierre Nougaro, André Pernet, Ezio Pinza, Léon Ponzio, Lawrence Tibbett, Humbert Tomatis.

## Quelques chefs d'orchestre
Ernest Ansermet, sir Thomas Beecham, André Cluytens, Pierre Dervaux, Georges Lauweryns, Ettore Panizza (en), Paul Paray, Wilfrid Pelletier, Henri Tomasi, Albert Wolff.

## Discographie
« Si quelques rares témoignages enregistrés par Parlophone et Polydor subsistent, quoique devenus introuvables, le disque ne nous a rien laissé de son Werther, de son Don José, de son Hoffmann, et cependant ce chanteur a été l’un des plus grands de son temps ».

## Filmographie
En 1932, La Voix qui meurt, de Gennaro Dini, avec Marcelle Denya.